# Animantarx
Animantarx („živá pevnost“) byl rod menšího obrněného nodosauridního dinosaura. Žil na přelomu spodní a svrchní křídy (stupně alb až cenoman, asi před 102 až 98 miliony let) na území dnešního západu Severní Ameriky (stát Utah). Fosilie dinosaura byly objeveny v geologickém souvrství Cedar Mountain. v době existence dinosaura šlo o rozsáhlou záplavovou nížinu nebo říční nivu. Blízkým příbuzným tohoto druhu byl například rod Edmontonia.

## Historie objevu
Fosilie objevil za pomoci radioaktivního mapování Ramal Jones v polovině 90. let 20. století. Holotyp a zároveň jediný dosud známý exemplář sestává z částečně dochované lebky a postkraniální kostry. V roce 1999 popsal formálně tohoto nodosaurida paleontolog Kenneth Carpenter s kolegy. Druhové jméno Animantarx ramaljonesi je poctou objeviteli.

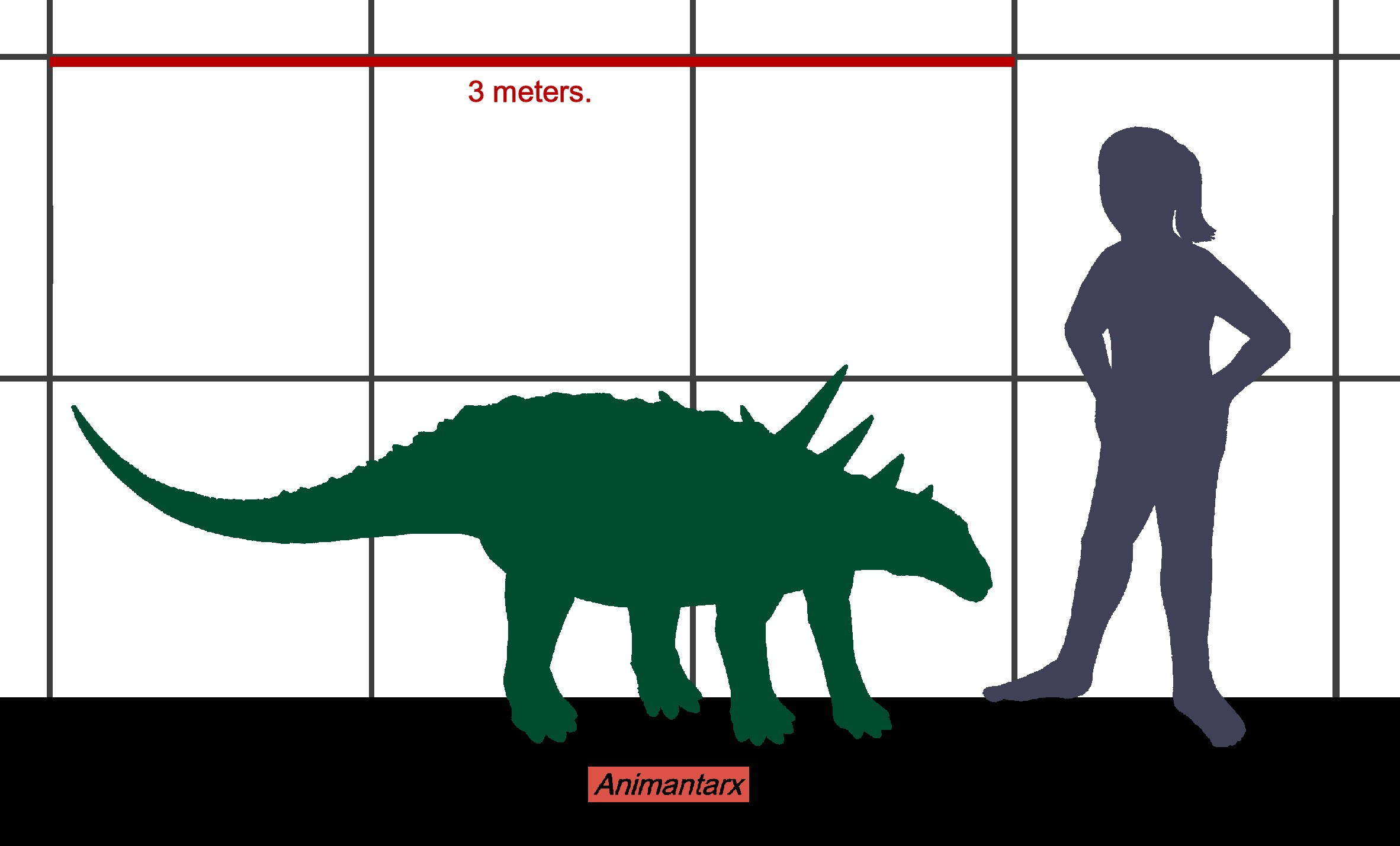
Velikostní srovnání animantarxe a člověka.

## Popis
Tento robustní čtyřnohý býložravec s tělesným "pancířem" dosahoval délky kolem 3 metrů a hmotnosti asi 300 kilogramů, patřil tedy k velmi malým nodosauridům. Lebka holotypu je dlouhá 29 centimetrů a stehenní kost měří na délku 41,5 cm. Animantarx tedy patří k nejmenším známým ankylosaurům vůbec.
Podle vědecké studie, publikované v září roku 2020, činila hmotnost tohoto dinosaura asi 734 až 764 kilogramů.